# Гавришук Олександр Михайлович
Олекса́ндр Миха́йлович Гавришу́к (англ. Havryshuk Oleksandr, нар. 15 серпня 1987, м. Ковель, Волинська область, УРСР) —  Громадсько-політичний та військовий діяч, учасник війни на сході України, Кандидат юридичних наук.

## Життєпис
Народився 15 серпня 1987 у місті Ковель Волинської області.
Освіта:
- Волинський ліцей з посиленою військово-фізичною підготовкою імені Героїв Небесної Сотні
- Волинське училище професійної підготовки працівників міліції
- Харківський національний університет Повітряних сил імені Івана Кожедуба. Спеціаліст, спеціальність: військове управління тактичного рівня «Комплекси та системи зенітного озброєння».
- Харківський університет Повітряних сил імені Івана Кожедуба. Спеціаліст, спеціальність: радіотехніка.
- Національний університет «Одеська юридична академія». Спеціаліст, спеціальність: правознавство

Отримав ступінь кандидата юридичних наук за спеціальністю «Трудове право; право соціального забезпечення».
Військову службу проходив на керівних посадах у
- Харківський національний університет Повітряних сил імені Івана Кожедуба (командир групи)
- Військова частина А1836 (начальник відділення)
- Миколаївській прокуратурі з нагляду за додержанням законів у воєнній сфері. (прокурор прокуратури)
- Батальйон спеціального призначення «Донбас» Національної гвардії України.
- Військова частина А7040 (Заступник командира бригади)
- 2019 - 2021  Заступник Голови Служби судової охорони (керівник апарату Голови Служби).
- 2022 Заступник Керивніка - шачальник штабу 2 сектору оборони м. Києва

Державна служба
- Консультант Комітету з питань національної безпеки та оборони Верховної Ради України
- Державний експерт Директорату стратегічного планування координації політики та Євроінтеграції Міністерства соціальної політики України
- Державний експерт з питань ветеранів та учасників АТО Міністерства соціальної політики України 
Участь у бойових діях період 2014—2015
Операція зі звільнення міста Іловайськ серпень-вересень  2014 р.
Битва за Київ (2022)
Битва за Бахмут (2022-2323)
Цікаві факти
2011 року Олександр Гавришук був номінований від Миколаївської області для участі у Всеукраїнському конкурсі «Герой-рятівник року» за врятоване життя під час надзвичайної події на воді.
2014 року ЗМІ Російської федерації звинуватили Олександр Гавришука в збитті Boeing MH17[джерело?].

## Нагороди
- орден Данила Галицького;
- Відзнака Президента України «За участь в антитерористичній операції»;
- Відзнака Президента України «За гуманітарну участь в антитерористичній операції»;
- відзнака НГУ «За доблесну службу»
- інші відомчі відзнаки